# Нельта
Нельта — река в Хабаровском крае России. Протекает по территории Нанайского района. Длина реки — 47 км.  Площадь водосборного бассейна — 378 км².
Начинается к востоку от горы Тигровый Дом в гористой, поросшей берёзово-еловым и берёзово-ясеневым лесом, местности. Течёт в юго-западном направлении, в низовьях, ниже устья Левой Нельты, поворачивает на северо-запад и протекает по болотистой местности. Впадает в реку Мухен справа на расстоянии 72 км от её устья.
Основные притоки — Кова, Кабаний (правые), Светлый, Болотный (левые), Левая Нельта.
Питание имеет смешанное в основном снеговое и дождевое. Вскрытие реки происходит в середине апреля. В летнее время часты паводки, вызываемые интенсивными продолжительными дождями.
- Код водного объекта — 20030900112118100069776[2]